# Альбука спиральная
Альбука спиральная (лат. Albuca spiralis) — вид растений рода Альбука (Albuca), семейства Спаржевые (Asparagaceae), произрастающий на территории Капской провинции ЮАР.

## Описание
Альбука спиральная — небольшой геофит. В зимние месяцы, когда она активно развивается, её жесткие листья закручиваются в спиральный штопор, создавая увлекательный образ. Степень спирали зависит от клонов и количества солнечного света, которое растение получает в начале роста листьев.
Луковицы яйцевидные и маленькие. В своей среде обитания луковица может достигать размеров от 8 до 25 мм в длину и от 5 до 25 мм в ширину, хотя при выращивании они могут быть больше. Чешуя луковицы зеленая, мясистая, увядающая серая и перепончатая. Верхние части туники не разлагаются на волокна, а концы луковиц остаются открытыми.
Корни волокнистые и тонкие. Листья образуют прикорневую розетку и имеют линейную нитевидную форму с длиной от 10 до 20 см (иногда до 22 см) и шириной около 1 мм. Листья направлены вниз по лицевой стороне, прямостоячие внизу и затем свернутые и спирально закрученные на конце. Они густожелезисто-опушенные, извилисто-волосистые и шероховатые, чем черешок. Такая структура плотно скрученных листьев помогает растению максимально использовать слабую зимнюю радиацию и снижает риск повреждения фотосинтезирующих тканей ветром. В летний период листья засыхают.

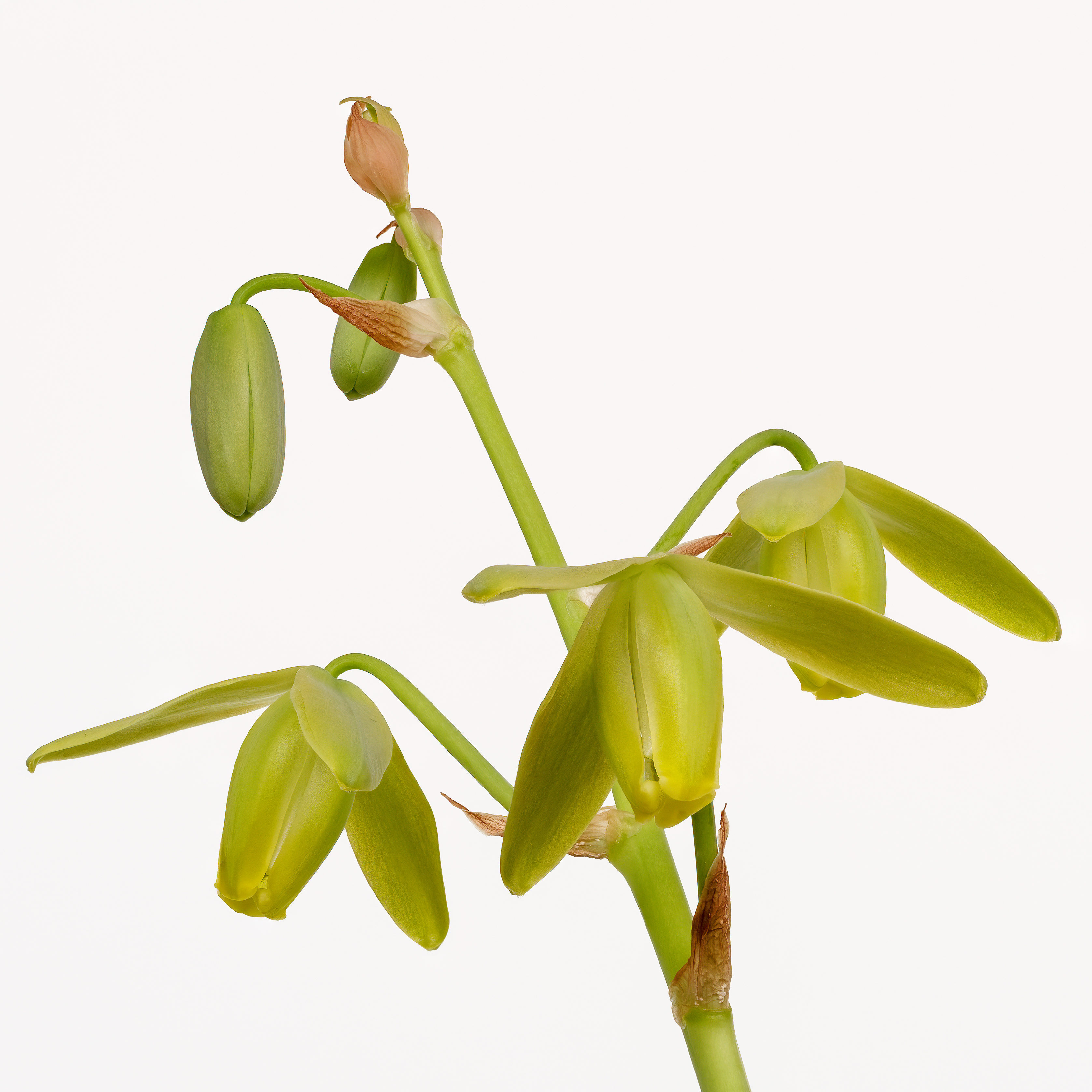
Цветки

Соцветие представляет собой тонкий цветонос длиной 15-20 см с железистыми волосками у основания. Кисть рыхлая с 1 до 6 цветков; цветоножки на верхушке поникающие, а нижние части их имеют длину около 2-2,5 см. Прицветники ланцетные и имеют размеры примерно 12-18 мм в длину и 4 мм в ширину.
Цветки желтые, дневные, поникающие и обладающие сладким ароматом, напоминающим запах масла и ванили. В теплые солнечные дни запах может быть довольно сильным. Околоцветник около 15-18 мм длиной, желтый с зеленой каймой; внутренние лепестки сводчатые на кончике. Все тычинки фертильные. Столбик имеет призматическую форму и такую же длину, как завязь; рыльце трехстворчатое с тремя длинными тонкими кончиками. Завязь может иметь форму от обратнояйцевидно-эллиптической до шаровидной.
Альбука спиральная цветет с конца зимы до середины весны. После цветения и образования семян луковица засыпает на лето, но возвращается осенью, чтобы оживить зимний пейзаж.

## Таксономия
Albuca spiralis L.f., первое упоминание в Suppl. Pl.: 196 (1782).

### Синонимы
Гомотипные (основанные на одном и том же номенклатурном типе):
- Falconera spiralis (L.f.) Salisb. (1866), not validly publ.
- Ornithogalum circinatum J.C.Manning & Goldblatt (2003 publ. 2004), nom. illeg.
- Ornithogalum volutare J.C.Manning & Goldblatt (2006)

## Выращивание

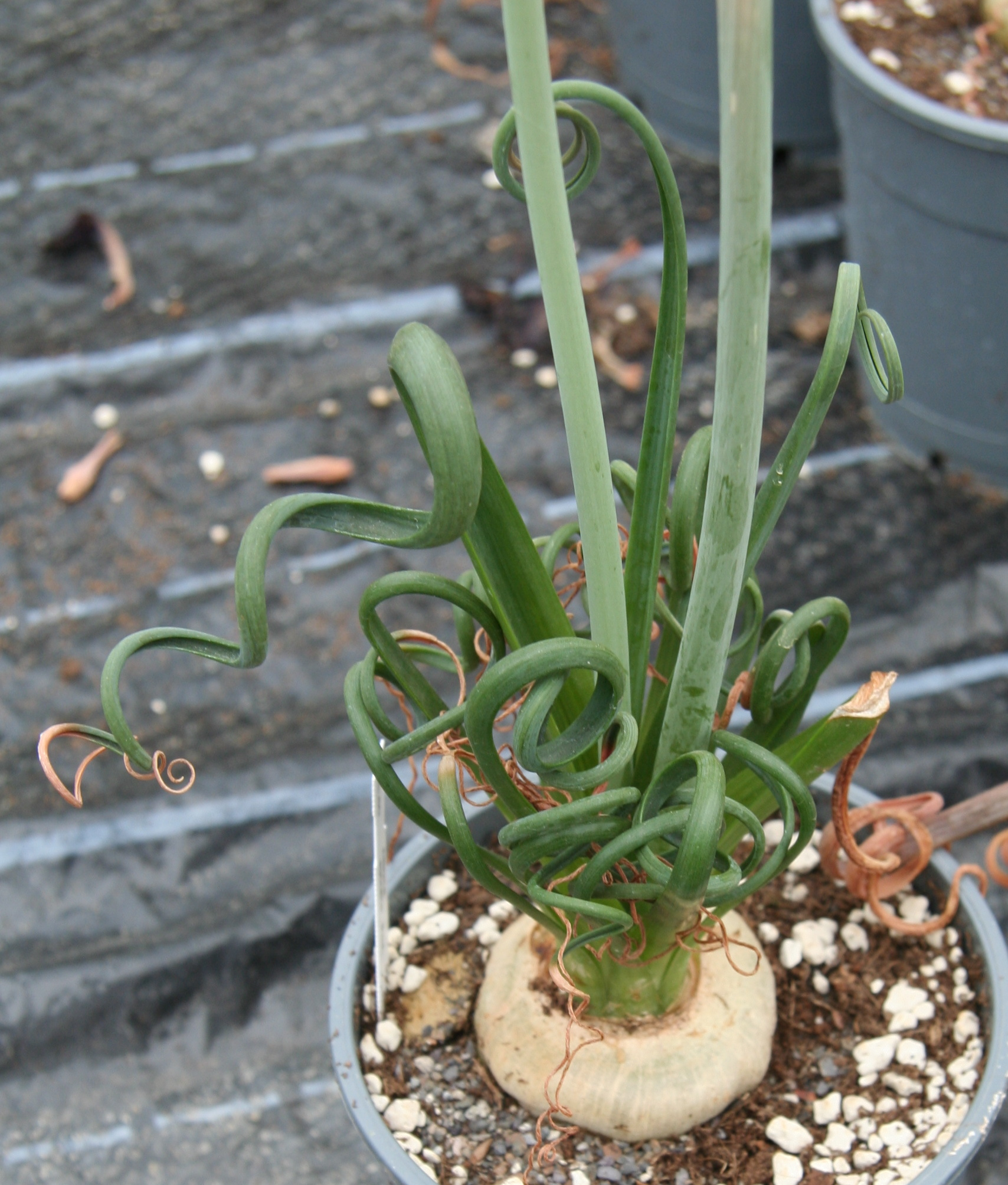
В культуре

Альбука спиральная является сложным видом, требующим особой заботы и внимания для успешного выращивания на протяжении длительного периода времени. Это зимующий вид, который покоится летом, и его луковицы подвержены риску увядания и гниения, поэтому важно содержать их почти сухими в периоды покоя. Летний отдых растения должен быть абсолютным, и новая листва не должна появляться до наступления осени. В то время как некоторые экземпляры могут иметь листву в разгар лета, она может выглядеть потрепанной из-за жары. Однако, при условии, что луковицы крепкие и растение здорово, внешний вид улучшится с приходом осени и новой листвы.
Что касается ухода за растением, оно предпочитает прямые солнечные лучи, но может обгореть в жарких, солнечных и сухих местах. Полив следует проводить экономно и с осторожностью, поскольку растение склонно к небольшому повышению влажности. Скручивание кончиков листьев зависит от погодных условий, и прохладные и сухие условия способствуют этому явлению, в то время как в теплых условиях кончики листьев становятся прямыми. Слишком сильное высушивание растений может привести их к спячке.
Что касается почвы, для обеспечения хорошего дренажа следует добавить крупный речной песок или гравий. Использование мульчи из гравия поверх почвы помогает сохранить интересный внешний вид горшка, когда луковицы находятся в состоянии покоя.
Альбука спиральная обладает хорошей зимостойкостью, и в холодные периоды её можно оставлять на улице, так как спиральная листва устойчива к низким температурам до -7° C. В более холодных районах растения рекомендуется защищать в теплице.
Размножение альбуки спиральной возможно делением или семенами. Семена легко прорастают, и для размножения их лучше всего использовать осенью или зимой, в смеси влажного торфа и перлита. После прорастания растение следует пересадить в его обычную почвенную смесь. Также размножение возможно путем разделения растения или удаления отростков, которые затем следует посадить в обычную почву.